# Friuli Aquileia Rosato
Il Friuli Aquileia Rosato è un vino DOC la cui produzione è consentita nella provincia di Udine.

## Caratteristiche organolettiche
- colore: rosato tendente al cerasuolo tenue.
- odore: vinoso, intenso, gradevole.
- sapore: asciutto, armonico, pieno, vivace nel tipo specifico.

## Abbinamenti consigliati
Sgombro al Ribes

## Produzione
Provincia, stagione, volume in ettolitri
- Udine  (1990/91)  5,67
- Udine  (1991/92)  47,25
- Udine  (1992/93)  52,01
- Udine  (1993/94)  66,15
- Udine  (1994/95)  530,23
- Udine  (1995/96)  504,14
- Udine  (1996/97)  471,38